# Inundações no Nepal em 2024
As enchentes ou inundações de 2024 no Nepal foram o resultado de chuvas torrenciais durante a estação anual das monções no início de julho, meados de agosto e final de setembro, que causaram inundações significativas em todo o país, bem como vários deslizamentos de terra. As enchentes de setembro, que causaram os maiores danos e mortes, foram causadas pelas maiores chuvas registradas na região desde pelo menos 1970, causadas por um sistema de baixa pressão. A força e intensidade das chuvas vem sendo exacerbada pelo aquecimento global, o que, junto à infraestrutura precária e a falta de planejamento dos assentamentos, incluindo construções não planejadas em planícies de inundação, contribui significativamente para aumentar o desastre.
As enchentes mais severas começaram em 26 de setembro e impactaram fortemente vários distritos do leste do Nepal, especialmente os distritos adjacentes a Katmandu e ao rio Bagmati. Os estados vizinhos da Índia, como Bihar, Uttar Pradesh e Assam, e partes do norte de Bangladesh também foram afetados. O rio Kosi atingiu níveis perigosos, enquanto os rios Bagmati e Nakkhu causaram inundações na província de Bagmati. O Vale de Katmandu recebeu entre 240 mm e 322,2 milímetros entre 28 e 29 de setembro, causando inundações na capital do Nepal, Katmandu. A infraestrutura, incluindo encanamentos de água e acesso à energia e à internet, foi danificada, e sete rodovias que saem da cidade foram bloqueadas. Várias vítimas foram relatadas devido a veículos soterrados por deslizamentos de terra. O governo ordenou que as forças policiais e militares, num total de mais de 30 mil pessoas, ajudassem nos trabalhos de resgate e limpeza, e as escolas e universidades foram encerradas nas áreas afetadas.
Pelo menos 14 pessoas morreram em enchentes no início de julho; nove foram dadas como desaparecidas. No final de setembro, o governo nepalês relatou que pelo menos 158 feridos, 224 mortos e 28 desaparecidos foram confirmados devido a graves inundações, incluindo pelo menos 37 em Katmandu. Todos os voos do Aeroporto Internacional Tribhuvan foram cancelados, e escolas e universidades nepalesas fecharam por três dias. Cerca de 13,3 mil pessoas precisaram de resgate, enquanto pelo menos 1,2 mil casas foram destruídas ou danificadas. Os danos à infraestrutura incluíram 25 pontes, 27 rodovias, 11 usinas hidrelétricas, 7 rodovias e inúmeras estações de telecomunicações. Os recursos agrícolas e pecuários também foram danificados.
A temporada anual de monções geralmente começa em junho e dura até setembro. As inundações no Nepal coincidiram com as inundações de 2024 em estados vizinhos e próximos da Índia, como Uttar Pradesh e Assam. O responsável meteorológico nepalês, Binu Maharjan, afirmou que um sistema de baixa pressão que persiste sobre regiões próximas da Índia e sobre a Baía de Bengala foi a principal causa das inundações crescentes e prolongadas em 2024. Em resposta, o governo nepalês emitiu vários avisos de inundações, juntamente com a proibição de circular nas autoestradas à noite e um aviso contra a condução de automóveis em geral devido ao risco de acidentes ou de ficar preso em inundações mortais ou deslizamentos de terras.